# Olympiad i vitt
Olympiad i vitt är en svensk svartvit dokumentärfilm från 1948. Den visar bilder från Vinter-OS 1948.

### Fotnoter
1. ↑  ”Olympiad i vitt”. Svensk Filmdatabas. http://sfi.se/sv/svensk-filmdatabas/Item/?itemid=4225&type=MOVIE&iv=Basic&ref=/templates/SwedishFilmSearchResult.aspx?id%3d1225%26epslanguage%3dsv%26searchword%3dolympiad+i+vitt%26type%3dMovieTitle%26match%3dBegin%26page%3d1%26prom%3dFalse. Läst 18 april 2013.